# Stegia
Stegia — рід грибів. Назва вперше опублікована 1818 року.

## Класифікація
Згідно з базою MycoBank до роду Stegia відносять 13 офіційно визнаних видів:
- Stegia alpina
- Stegia arundinacea
- Stegia caricis
- Stegia discolor
- Stegia dumeti
- Stegia fenestrata
- Stegia ilicis
- Stegia lauri
- Stegia magnoliae
- Stegia nitens
- Stegia quercea
- Stegia subvelata
- Stegia vermicularis